# Rødt
Rødt (dal bokmål: Rosso; in nynorsk: Raudt; in sami del nord: Ruoksat) è un partito politico norvegese marxista, nato nel marzo 2007 dalla confluenza tra Alleanza Elettorale Rossa (RV) e Partito Comunista Operaio (AKP).
È membro osservatore dell'Alleanza Europea dei Movimenti Euro-Critici. La sezione giovanile è la Rød Ungdom.
Dal 2012 è guidato da Bjørnar Moxnes, che è succeduto a Torstein Dahle (2007-2010) e a Turid Thomassen (2010-2012).

## Storia
Alle elezioni locali del 2007 il partito è stato obbligato a correre sotto le insegne di RV perché la registrazione del nuovo partito era arrivata troppo tardi, ottenendo l'1,9% dei voti.
Alle elezioni parlamentari del 2009, Rødt non è riuscito a ottenere seggi in parlamento, innescando quindi la sostituzione di Dahle. Nel maggio 2010 la sindacalista Turid Thomassen è stata eletta all'unanimità leader del partito. Due anni dopo, è stato eletto a maggioranza leader Bjørnar Moxnes, proveniente dalla giovanile del partito. Per la prima volta, alle elezioni locali del 2015, Rødt ha cercato di entrare in coalizione col Partito Laburista e col Partito della Sinistra Socialista. Alle elezioni politiche del 2017, il Rødt ha ottenuto il suo primo parlamentare, eleggendo i leader Moxnes nella circoscrizione di Oslo. Nelle elezioni locali del 2019 è ulteriormente cresciuto al 3,8%.

## Ideologia
Rødt si autodefinisce come un partito che lavora per una società socialista e democratica. Tra gli obiettivi di fase, il Rødt si propone di raggiungere la giornata lavorativa di 6 ore, si oppone ai trattati commerciali come il TISA e il TTIP, vuole l'uscita della Norvegia dalla NATO e vuole togliere il potere economico ai mercati per darlo agli organi democratici. All'interno del partito agiscono correnti di diverso orientamento ideologico: marxisti-leninisti, trotzkisti e socialisti democratici.

## Leader
| Immagine | Leader            | Inizio         | Fine           |
| -------- | ----------------- | -------------- | -------------- |
|          | Torstein Dahle    | febbraio 2007  | 30 maggio 2010 |
|          | Turid Thomassen   | 30 maggio 2010 | 6 maggio 2012  |
|          | Bjørnar Moxnes    | 6 maggio 2012  | 24 luglio 2023 |
|          | Sneve Martinissen | 24 luglio 2023 | in carica      |

## Risultati elettorali
| Elezione          | Voti    | %    | Seggi   |
| ----------------- | ------- | ---- | ------- |
| Parlamentari 2009 | 36.219  | 1,35 | 0 / 169 |
| Parlamentari 2013 | 30.751  | 1,08 | 0 / 169 |
| Parlamentari 2017 | 70.341  | 2,39 | 1 / 169 |
| Parlamentari 2021 | 140.579 | 4,7  | 8 / 169 |